# 塩尻町 (塩尻市)
塩尻町（しおじりまち）は長野県塩尻市の南東部にある地区。江戸時代に中山道塩尻宿を中心に発展した。

## 地理
地区の南側を田川が流れる。国道153号が旧中山道を東西に貫通し、長野自動車道や国道20号塩尻バイパスが地区の北東部を通る。

## 歴史

### 沿革
- 慶長年間 - 中山道の経路変更に伴い、塩尻宿開設。
- 1725年（享保10年） - 天領となり、幕府の塩尻陣屋設置。
- 1882年（明治15年） - 大火により旧宿場町の大半を焼失。
- 1889年（明治22年）4月1日 - 町村制の施行により、東筑摩郡塩尻町村・柿沢村・金井村・上西条村・中西条村・下西条村・大小屋村・長畝村・桟敷村・大門村・堀ノ内村の区域をもって塩尻村が発足。旧塩尻町村の区域は大字塩尻町と大字旧塩尻に分離。
- 1927年（昭和2年）4月1日 - 塩尻村が町制施行して塩尻町となる。
- 1997年（平成9年）10月30日 - 大字塩尻町、柿沢、金井、上西条の各一部から大字みどり湖が起立。
- 1999年（平成11年）12月21日 - 大字塩尻町、上西条、金井、中西条の各一部から大字峰原が起立。

## 世帯数と人口
2022年（令和4年）1月1日現在の世帯数と人口は以下の通りである。
| 町丁 | 世帯数  | 人口    |
| ---- | ------- | ------- |
| 町区 | 871世帯 | 2,267人 |

## 地域

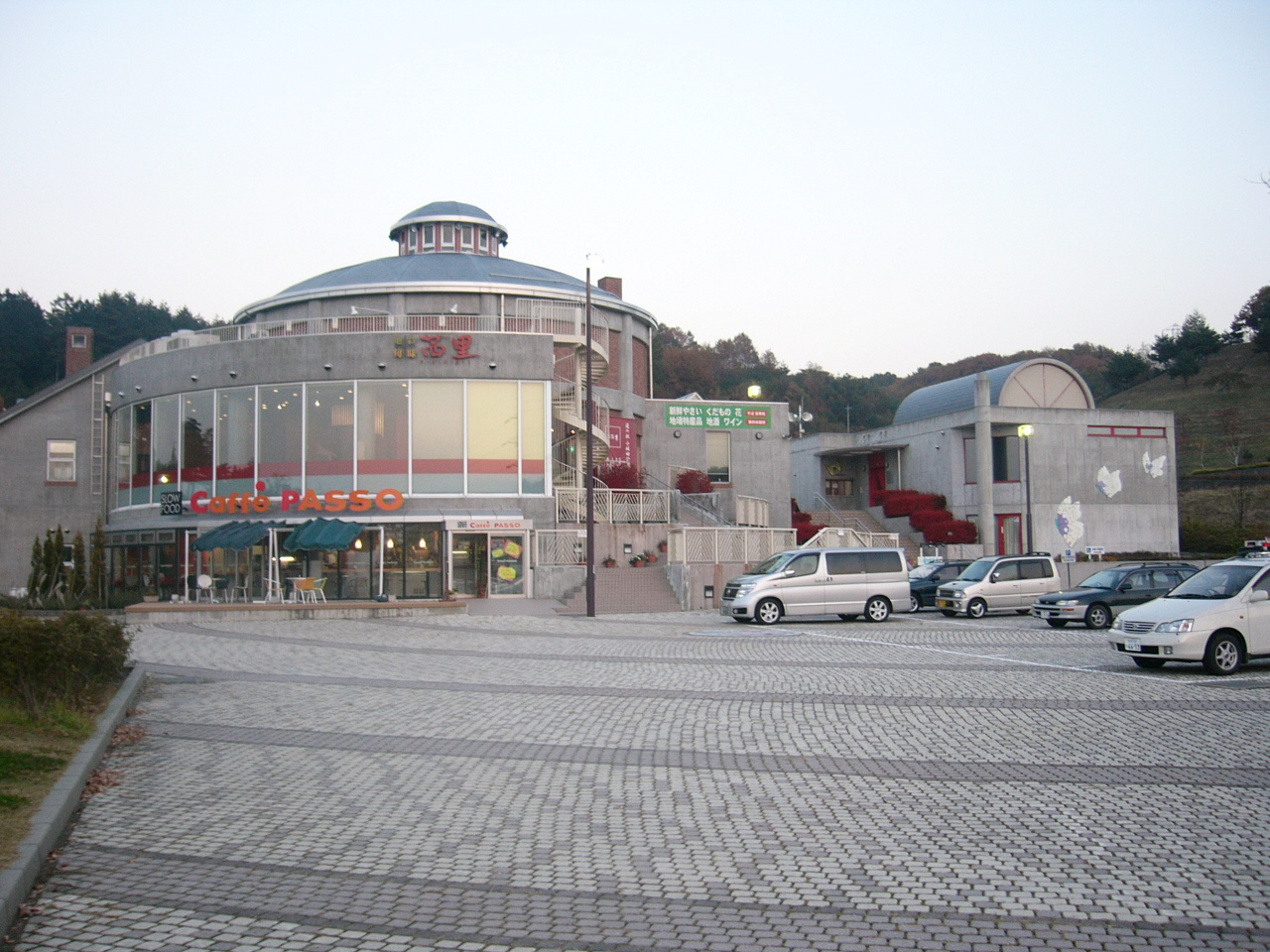
小坂田公園

### 施設
- 塩尻市役所 塩尻東支所
- 塩尻市立図書館 塩尻東分館
- 小坂田公園（総合公園）
  - 道の駅小坂田公園
  - 塩尻市立自然博物館

### 教育
- 塩尻市立塩尻東小学校

### 企業
- セイコーエプソン塩尻事業所
- アルプス (ワイナリー)

## 名所・旧跡・観光スポット・祭事・催事
- 塩尻宿
- 阿禮神社
- 永福寺 (塩尻市)

## 小・中学校の学区
市立小・中学校に通う場合、学区は以下の通りとなる。
| 地区       | 小学校               | 中学校             |
| ---------- | -------------------- | ------------------ |
| 大字塩尻町 | 塩尻市立塩尻東小学校 | 塩尻市立塩尻中学校 |

## 交通

### 鉄道
町内をJR東日本中央東線が通っているが、駅はない。最寄り駅はみどり湖駅。

### 道路
高速道路
- 長野自動車道

国道
- 国道153号
- 国道20号
  - 塩尻バイパス